# Gravmyrtjärnarna, Lappland
Gravmyrtjärnarna är en sjö i Arvidsjaurs kommun i Lappland och ingår i Skellefteälvens huvudavrinningsområde.